# キンバリー・サントス
キンバリー・サントス（Kimberley Santos, 1961年8月21日 - ）は、アメリカ合衆国のモデル。1980年、ミス・ワールド準優勝。このとき優勝したガブリエラ・ブルームがタイトルを返上したため、繰り上げでミス・ワールドとなる。

## 経歴
祖父母の証言によると、ロバート1世の子孫である。部分的にフィリピンのルーツを持つ。
1961年8月21日、グアムに生まれる。出生名Kimberly Eliana Milagros Santos。
地元議員のMadeleine Bordalloが当時所有していた靴屋に偶然足を踏み入れたところ、マデリンはすぐに「ミスコンに出るべきだ」と気づいた。ミスコンのキャリア開始のきっかけである。
1980年11月13日、ロンドンで開催された第30回ミス・ワールド世界大会で準優勝。11月27日、繰り上げでミス・ワールドに指名される。
帰国すると巻き貝の殻（吹き鳴らす）とギターで歓迎を受けた。グアムのYpao Beachでミス・ワールド1977、スウェーデンのMary Ann Catrin Stavinより戴冠される。

### その後
結婚して東京で一子を儲ける。東京では、昼間モデルとして働き、夜学校に通ったこともある。次いでパリに住み、ここで第二子を儲ける。ロンドンに移り第三子を儲ける。グリニッジの特別警察官を務めたこともある。その後、軍隊を退役した友人と建設業を始める。彼女自ら現場に出た。グラウトのスキルをもつ。
ミス・ワールド・グアムの大会はしばらく中断していたが、2011年、15年ぶりに再開する。会場で配布された記念誌に、コンテストの再開を知った喜びの声と「ボランティア活動の重要性に気付くきっかけになった」などのメッセージを寄せた。
現在、夫・子供と共にノースカロライナ州に住む。州の社会福祉サービスを受けている子どもたちのために訴訟後見人として働く。

## その他
1983年1月4日、元恋人のFrancois Robert Reyes（26、ハワイ大学医学部学生、元水泳選手でオリンピックのフランス代表）が彼女の裏庭でライフルで自身を撃った。当時、彼女は日本でモデル活動を行っており、一時帰国していた。これは日本に戻る前日の出来事である。2年間のモデル契約は少なくともフランソワにとって長すぎた。キンバリーとの結婚の可能性が消えてなくなるのでは、と思い悩んでいた。
引き金を引く直前、フランソワはキンバリーの額にキスをして「僕はどこへ行っても幸せだ」と言った。彼の指は引き金にかかっていた。止めるにはもう遅い。
銃声。
フランソワの命がもはや無いことをキンバリーにすぐに理解した。さっきまでフランソワだった物体に、キンバリーはもう一回だけキスをした。
キンバリーのメンタルは荒廃し、回復には長い時間がかかった。

### マデリン・ボダリオ
ファーストレディ（グアム知事夫人）を務めたこともある。娘のデボラ・ボダリオは1971年、グアム代表として初のミス・ワールド出場者。ロンドンで行われた第20回世界大会ではセミファイナルに残る。